# Löntagarfonder
Löntagarfonder var ett ekonomisktpolitiskt förslag på 1970-talet som drevs av LO och Socialdemokraterna. Förslaget syftade till att omfördela ekonomisk makt från privata företagsägare till de anställda genom att delar av företagens vinster skulle fonderas i fonder kontrollerade av fackföreningsrörelsen. De var ett försök att på allvar utmana det privata ägandet av företag och ett sätt att lösa frågan om de övervinster som man menade uppkommit hos företagen när de anställda hållit tillbaka sina lönekrav som ett resultat av den solidariska lönepolitiken.

## Bakgrund
En första modell lanserades av LO-ekonomen Rudolf Meidner, den socialdemokratiska politikern Anna Hedborg och Gunnar Fond i augusti 1975 på uppdrag av LO-kongressen 1971, som detta år bifallit en motion från Svenska Metallindustriarbetareförbundet författad av dåvarande utredningschefen Allan Larsson. Motionen föreslog att frågan om kollektiv kapitalbildning skulle utredas.
Orsaken till utredningen var att den solidariska lönepolitiken ansågs fungera dåligt. Tanken med denna lönepolitik var att löntagarna i de högproduktiva företagen skulle hålla tillbaka sina lönekrav samtidigt som löntagarna i de lågproduktiva företagen kunde höja sina löner. En bieffekt av detta var att de mest högproduktiva företagen då kunde göra sig större vinster än vad som möjligen hade varit fallet annars. Detta kallades av facket för "övervinster" som ville att detta utrymme skulle gå till löntagarna, till exempel senare genom löntagarfonder. Men själva "lönehöjningarna" i de lågproduktiva företagen medförde i praktiken en arbetskraftsförflyttning till de mer högproduktiva företagen och branscherna för att på det sättet säkerställa en hög och jämlik löneutveckling för löntagarna och garantera den fulla sysselsättningen. Rudolf Meidner påstod att den solidariska lönepolitikens väg var fullt kantat av företagskonkurser. Men med en aktiv arbetsmarknadspolitik, inrättandet av Arbetsmarknadsstyrelsen, och en full sysselsättning blev dessa strukturförändringar på arbetsmarknaden inte någon större samhällsekonomisk fara under 1950- och 1960-talet, den så kallade gyllene eran. Vänsterstämningarna från 1968 hade även fört med sig nya krav på löner, arbetsförhållanden, inflytande och medbestämmande.

## LO:s första förslag
Den bärande tanken i det första förslaget till löntagarfonder var att 20 procent av de berörda företagens vinster skulle omvandlas till så kallade riktade fondemissioner av aktier som skulle emottagas av löntagarfonderna, vilkas styrelser skulle ha en majoritet av representanter för löntagarna. På sikt skulle fonderna kunna äga över hälften av alla aktier i de större svenska företagen. I LO:s tidning Fackföreningsrörelsen förklarade Meidner att förslaget var tänkt som ett direkt angrepp på kapitalägarnas makt;
| ” | Vi vill beröva kapitalägarna deras makt, som de utövar just i kraft av sitt ägande. All erfarenhet visar att det inte räcker med inflytande och kontroll. Ägandet spelar en avgörande roll. Jag vill hänvisa till Marx och Wigforss: vi kan i grunden inte förändra samhället utan att också ändra på ägandet. | „ |

### Socialdemokraterna överraskades
Vid LO-kongressen på sommaren 1976 ställde sig LO bakom Meidners förslag. Det sympatiserande socialdemokratiska partiet togs på sängen. Inga ingående samtal mellan LO och Socialdemokraterna (SAP) hade förts. Våren 1977 bildade LO:s landssekretariat och Socialdemokraternas partistyrelse emellertid en gemensam arbetsgrupp för att utarbeta förslag till riktlinjer för ett löntagarfondssystem. Gruppen som leddes av LO:s Rune Molin gav ut en rapport med förslag i början av 1978. Ett nytillkommet motiv var att fonderna skulle bidra till den kapitalbildning som behövdes för modernisering och omstrukturering av den svenska industrin. Rapporten blev föremål för debatt och remiss under året i rådslag och studiecirklar under temat "Vem bestämmer vår framtid". Arbetsgruppens rapport och remissvaren från arbetarrörelsens grundorganisationer överlämnades till 1978 års partikongress.

### Oppositionens kritik
Fondförslaget blev en enande huvudfråga för de borgerliga partierna i riksdagsvalet 1976. De borgerliga partierna menade att med löntagarfonderna skulle en ny form av socialism introduceras. Centerledaren Thorbjörn Fälldin påstod att fonderna skulle resultera i öststatssocialism. Högerkritiken bemöttes aldrig med någon större entusiasm från Socialdemokraterna.

## Senare förslag
Senare förslag modifierades, bland annat med inslag av arbetsgivaravgifter riktade till fonderna för att möjliggöra köp av aktier på börsen. Meidners förslag bemöttes avvaktande från näringslivets organisationer och särskilt Industriförbundet önskade en teknisk diskussion om hur fonderna skulle utformas med individuella vinstandelar. För detta ändamål hade den så kallade Vinstandelsgruppen (även kallad "Waldenströmgruppen") under ledning av Erland Waldenström bildats.

### Fortsatt motstånd
Löntagarfondsfrågan blev central i 1970-talets politiska debatt. Inom det borgerliga blocket lade Folkpartiet ett eget förslag till fonder. Från SAF:s sida möttes förslaget med betydande skepsis och bland yngre funktionärer med direkta motangrepp. Detta resulterade dock först år 1978 i ett mer organiserat motstånd genom publicerandet av pamfletten "Fritt näringsliv eller fondsocialism" författad av SAF-tjänstemannen Danne Nordling.

## Genomförandet
Formellt uppbundna kunde inte Socialdemokraterna backa alltför långt från Meidners förslag. På partikongressen 1978 förklarade Olof Palme att socialdemokratin skulle genomföra löntagarfonderna. I partiets verkställande utskott lär hans reaktion däremot ha varit "Det är ett helvete, men det är ett helvete vi måste igenom". Under tiden i opposition tillsatte Socialdemokraterna en ny utredning med Kjell-Olof Feldt som ordförande. Denna nya arbetsgrupp om 13 ledamöter från LO och Socialdemokraterna var dessutom referensgrupp för S-ledamöterna i den statliga utredningen om löntagarna och kapitaltillväxten.  År 1981 lade denna utredning fram ett modifierat förslag där tyngdpunkten på ägande och makt hade bytts ut till kollektiv kapitalbildning. År 1983 kom regeringspropositionen och det var slutpunkten. Fem fonder skulle vardera inte få äga mer än 8 % av aktierna i ett företag. Fonderna skulle förse företagen med riskvilligt kapital. Den 21 december 1983 beslutade riksdagen att införa fonderna. De borgerliga partierna röstade emot och Vänsterpartiet Kommunisterna lade ned sina röster.
Efter den socialdemokratiska valsegern 1982 infördes en modifierad form av löntagarfonder där företagen under åren 1984–1990 betalade bland annat "vinstskatt" och "vinstdelningsskatt". I samband med riksdagsdebatten om löntagarfondernas införande fotograferades dåvarande finansminister Kjell-Olof Feldts berömda dikt "Löntagarfonder".
Enligt en kolumn av Lars Jonung i mars 2006 skapade löntagarfonderna en klyfta mellan näringslivet och regeringen Palme och bidrog till att många familjeägda och entreprenörsdrivna företag lämnade landet. De mest namnkunniga var Ingvar Kamprad (IKEA), familjen Rausing (Tetra Pak) och familjen Persson (H&M). Den senare flyttade åter hem ägandet till Sverige på 1990-talet efter att Ingvar Carlsson (dåvarande ledare för Socialdemokraterna) garanterade att det aldrig mer skulle införas löntagarfonder.[källa behövs]

## Demonstrationer
Den största demonstrationen mot löntagarfonderna ägde rum den 4 oktober 1983. Manifestationen var ett initiativ från småländska företagare och arrangerades i samarbete mellan näringslivets organisationer. Även en namninsamling med 533 702 namn samlades in som en protest mot löntagarfonderna.
Författaren Göran Hägg skriver i sin bok Välfärdsåren att 75 000 fondmotståndare samlades i Humlegården för att därefter gå mot Kanslihuset i Gamla stan i Stockholm. En stor andel av demonstranterna var inresta till Stockholm från hela landet genom en omfattande transportapparat som arrangerats av näringslivets organisationer. De hade kommit till Stockholm i 60 extra järnvägsvagnar, 200 bussar, ett antal charterplan och oräkneliga privatbilar, skriver författaren Björn Elmbrant i pocketversionen av sin bok Så föll den svenska modellen.

## Avskaffandet av löntagarfonderna
Efter den borgerliga valsegern 1991 lades en proposition om att fonderna skulle avvecklas på så sätt att de inte skulle gå att återskapa. Man beslöt att dela ut pengarna till allemansfondspararna, men de skulle inte bli disponibla förrän 1 januari 1998. Den som sparade 2 400 kronor i två år i allemansfonderna skulle belönas med 1 200 kronor från löntagarfonderna. Till att börja med skulle pengarna fungera som riskvilligt kapital. Till följd av räntekrisen på hösten 1992 och den uppgörelse som gjordes mellan den borgerliga regeringen och socialdemokraterna stoppades dock detta. Istället användes pengarna till att förstärka pensionssystemet genom sjätte AP-fonden. Tio miljarder delades ut till tre stiftelser för att främja forskning: Stiftelsen för Strategisk Forskning (nybildad), Stiftelsen för Miljöstrategisk forskning (nybildad) samt Riksbankens Jubileumsfond för Kulturvetenskaplig forskning. I stiftelsen Framtidens kultur sattes 500 miljoner av för bidrag till kulturverksamhet.

## Fortsatt stöd för löntagarfonderna
Bland annat Ung Vänster förespråkar återinförande av löntagarfonder.

## Löntagarfonder utanför Sverige
Efter inspiration från socialdemokraterna i Sverige tillsatte det Italienska kommunistpartiet (PCI) en arbetsgrupp med uppdrag att utarbeta en italiensk motsvarighet till löntagarfonderna. Partiet beslutade dock att skrinlägga planerna eftersom man ansåg att de skulle gå alltför långt i ett förstatligande av landets ekonomi.